# Бура карпатська порода
Бура карпатська порода — порода великої рогатої худоби молочно-м'ясного напряму. Виведена в Закарпатті в 1-й пол 20 століття. Затверджено породу 1972 року. Створена методом складного відтворного схрещування місцевої худоби з різними відріддями бурої худоби — монтафонським, швіцьким, альгаузьким. Формування худоби відбувалося у гористих і низинних зонах Карпат.
Висота у холці 125 см. Масть тварин бура, від світлого до темного відтінків. Носове дзеркало темне. Тварини породи пропорційної будови тіла та міцної конституції. Жива маса бугаїв становить 700—1000 кг, корів — 400—500 кг Середньорічний надій молока понад 3200 — 3500 кг (максимальний 9000 — 10300 кг), жирномолочність близько 3,7 %.
Розводять буру карпатську породу у Закарпатській області і окремих гірських районах Івано-Франківської області. Використовували її для поліпшення місцевих порід великої рогатої худоби в Азербайджані і Вірменії. Станом на 1 січня 1990 р. налічувалося 147,5 тис. голів бурої карпатської породи.